# Super Smash Bros. Melee
Super Smash Bros. Melee, noto come Super Smash Bros. DX (大乱闘スマッシュブラザーズDX?, Dai Rantō Sumasshu Burazāzu Derakkusu) in Giappone, è un videogioco picchiaduro crossover del 2001 sviluppato da HAL Laboratory e pubblicato da Nintendo per il GameCube. Presenta personaggi dai franchise videoludici di Nintendo, tra cui Mario, The Legend of Zelda, Star Fox, Pokémon e Donkey Kong.
Melee presenta tutti i personaggi giocanti del primo gioco e ne aggiunge di nuovi da ulteriori franchise come Fire Emblem, di cui ai tempi nessun gioco aveva visto la pubblicazione al di fuori del Giappone, oltre a nuovi scenari e modalità di gioco. Come  negli altri giochi della serie Smash Bros., il gameplay di Melee offre un approccio non ortodosso al genere dei picchiaduro, con un contatore che misura i danni con percentuali crescenti, rappresentando il contraccolpo che il personaggio subirà, piuttosto che una classica barra della salute come nella maggior parte dei videogiochi di combattimento.
Melee è stato pubblicato per la prima volta in Giappone nel novembre 2001, nelle Americhe nel dicembre 2001 e in Europa e in Australia nel maggio 2002. Il gioco ha ricevuto ampio consenso dalla critica, guadagnandosi elogi per la sua grafica, i controlli semplici, il gameplay e la colonna sonora orchestrata, oltre a numerosi premi e riconoscimenti da varie pubblicazioni; ora è considerato uno dei più grandi videogiochi mai realizzati. È stato seguito da Super Smash Bros. Brawl per Wii nel 2008.

## Modalità di gioco
Come il suo predecessore, Super Smash Bros. Melee è un picchiaduro a piattaforme che si differenzia dai tradizionali videogiochi di combattimento in quanto l'obiettivo è costringere gli avversari oltre i confini dello scenario. La maggior parte degli attacchi infligge danni e può, se ne viene inflitto abbastanza, lanciare lontano il nemico. La salute di ogni personaggio è misurata da un metro che rappresenta il danno in percentuale. Più alto è il valore percentuale, più lontano il giocatore viene respinto e più facile sarà buttarlo fuori dallo scenario, il che risulterà nella morte del personaggio e nella perdita di una vita. A differenza di altri giochi dello stesso genere, in cui le mosse vengono effettuate tramite combinazioni di pulsanti, è possibile accedere alla maggior parte delle mosse in Super Smash Bros. Melee premendo un solo pulsante e spostando il joystick. Ad esempio, inclinando il joystick di lato e premendo il pulsante "B", il personaggio utilizzerà la sua mossa "laterale speciale". Inclinando il joystick verso l'alto, verso il basso o non inclinandolo affatto mentre si preme B verrà utilizzato rispettivamente lo speciale su, giù o neutro.
Durante gli scontri, oggetti relativi ai giochi o al merchandise di Nintendo cadono sul campo di gioco. Questi strumenti hanno scopi che vanno dall'infliggere danni all'avversario al ripristinare la salute del giocatore. Alcuni strumenti possono essere lanciati, altri infliggono danni da mischia e alcuni hanno un effetto istantaneo sul giocatore.
La maggior parte degli scenari ha un tema relativo a un franchise o a uno specifico di Nintendo e sono interattivi per il giocatore. Ad esempio, lo scenario del Regno dei Funghi viene da Super Mario Bros., mentre il Tempio proviene da The Legend of Zelda. Sebbene i livelli siano renderizzati in tre dimensioni, i giocatori possono muoversi solo su un piano bidimensionale. Non tutti gli scenari sono immediatamente disponibili, ed alcuni di essi dovranno essere "sbloccati" raggiungendo particolari requisiti. Alcuni scenari presentano elementi mobili, piattaforme e pericoli che danneggiano i giocatori, mentre altre mancano di questi elementi.

### Giocatore singolo
La modalità giocatore singolo offre al giocatore una varietà di sfide di combattimento a scorrimento laterale. Le modalità presenti vanno dalla "Classic Mode", che prevede che il giocatore combatta contro più avversari ed un boss, al cosiddetto "Home Run Contest", un minigioco in cui il giocatore cerca di lanciare un sacco di sabbia il più lontano possibile con una mazza da baseball per dieci secondi. Alcune di queste modalità sono personalizzate per il personaggio; per esempio, il "Target Test" definisce un'area specializzata per un personaggio in cui mira a distruggere dieci bersagli nel minor tempo possibile. Queste aree possono includere riferimenti al passato e all'eredità di quel particolare personaggio. È stata introdotta in Melee la "Adventure Mode", che porta il giocatore in diversi universi predefiniti di personaggi dei franchise di Nintendo. La "All-Star Mode" è una funzionalità sbloccabile che richiede al giocatore di sconfiggere tutti i personaggi del gioco pur avendo solo una vita e tre strumenti per recuperare salute tra le battaglie.

### Multigiocatore

Bowser, Ness, Kirby e Yoshi combattono in uno "scontro decisivo" nello scenario Corneria, basato su Star Fox.

Nella modalità multigiocatore, fino a quattro giocatori o personaggi controllati dal computer possono combattere tutti contro tutti o in squadre separate. La difficoltà dell'intelligenza artificiale (IA) dei personaggi controllati dalla central processing unit (CPU) è classificata da uno a nove in ordine crescente di difficoltà. I singoli giocatori possono essere portatori di handicap; più alto è l'handicap, più forte è il giocatore. La vittoria viene determinata in cinque modi, a seconda del tipo di gioco. Le due modalità multigiocatore più comuni sono la "modalità a tempo", in cui il giocatore o la squadra con il maggior numero di KO e meno cadute vince dopo un periodo di tempo predeterminato, e la "modalità a vite", una battaglia in cui l'ultimo giocatore o squadra con vite rimanenti vince. Una modalità di combattimento meno convenzionale è la "Coin mode", che premia il giocatore più ricco come vincitore. I giocatori devono raccogliere le monete create colpendo i nemici e cercare di non perderle cadendo dallo scenario; i colpi più forti rilasciano quantità maggiori di monete. Sono disponibili altre opzioni, aggiornate dal primo capitolo, che possono ad esempio determinare il numero e il tipo di oggetti che appariranno durante la battaglia.

### Trofei
Trofei (conosciuti come "Figure" nella versione giapponese) di vari personaggi e oggetti Nintendo possono essere raccolti durante il gioco. Questi trofei includono figure di personaggi giocabili, accessori e oggetti ad essi associati, nonché serie e personaggi non altrimenti giocabili nel gioco. I trofei spaziano da quelli più noti a quelli più oscuri, e persino a personaggi o elementi distribuiti solo in Giappone. Super Smash Bros. aveva un sistema simile di bambole di peluche; tuttavia, includeva solo i 12 personaggi giocabili. Un trofeo è esclusivo della versione giapponese del gioco.

## Personaggi giocabili
Super Smash Bros. Melee presenta 25 personaggi (26 se Zelda e Sheik sono considerati separati), 13 (14 con Zelda e Sheik separati) in più rispetto al suo predecessore. Inizialmente ne sono disponibili quattordici, mentre gli altri 11 personaggi richiedono il completamento di compiti specifici per diventare utilizzabili. Ogni personaggio presente nel gioco deriva da un popolare franchise di Nintendo. Tutti i personaggi hanno un simbolo che appare dietro il misuratore dei danni che rappresenta la loro serie, come un simbolo della Triforza dietro il misuratore dei danni di Link e una Poké Ball dietro una specie Pokémon. Alcuni personaggi rappresentano franchise popolari, mentre altri erano meno conosciuti al momento dell'uscita; Marth e Roy rappresentano la serie Fire Emblem, ai tempi inedita all'infuori del Giappone. L'apparizione dei personaggi in Super Smash Bros. Melee ha portato ad un aumento della popolarità della serie, inclusa la sua uscita al di fuori del Giappone. Nel corso del gioco vengono fatti riferimenti al rapporto tra personaggi dello stesso universo; in uno degli eventi della "Event mode", Mario deve sconfiggere il suo nemico Bowser per salvare la principessa Peach. Inoltre, ogni personaggio ha mosse riconoscibili della serie originale, come le armi da fuoco di Samus della serie Metroid e l'arsenale di armi di Link.

## Sviluppo e distribuzione
Super Smash Bros. Melee è stato sviluppato da HAL Laboratory, con Masahiro Sakurai a capo della produzione. Il creatore di Mario, Shigeru Miyamoto, era co-produttore. Il gioco è stato uno dei primi pubblicati su GameCube e ha evidenziato il progresso nella grafica rispetto al Nintendo 64. La proposta di progetto/documento di progettazione iniziale per il gioco è stata completata il 5 luglio 1999. Sakurai voleva realizzare una sequenza FMV di apertura per rendere omaggio al debutto del GameCube. HAL e Sakurai hanno lavorato con tre diverse case grafiche a Tokyo per realizzare la sequenza di apertura. Sul loro sito ufficiale, gli sviluppatori hanno pubblicato screenshot e informazioni che evidenziano e spiegano l'attenzione alla fisica e ai dettagli nel gioco, con riferimenti alle modifiche rispetto al suo predecessore. Il gioco fu in sviluppo per 13 mesi, a partire dall'autunno del 2000, e Sakurai definì il suo stile di vita durante questo periodo "distruttivo", senza vacanze e con fine settimana brevi. A differenza dello sperimentale primo Super Smash Bros., ha avvertito una forte pressione nel fornire un sequel di qualità, sostenendo che era «il più grande progetto che avessi mai portato avanti fino a quel momento». Nonostante lo stressante ciclo di sviluppo, in un'intervista del 2010, Sakurai definì con orgoglio Melee «il gioco più nitido della serie... era davvero bello giocarci», anche rispetto al suo successore, Super Smash Bros. Brawl.
Sul sito web ufficiale giapponese del gioco, Sakurai e gli sviluppatori hanno spiegato le ragioni per cui sono stati resi giocabili particolari personaggi e perché altri non sono stati aggiunti. Inizialmente, il team di sviluppo voleva sostituire Ness con Lucas, il personaggio principale di Mother 3, ma ha mantenuto Ness a causa dei ritardi nella pubblicazione del gioco. Lo sviluppatore di videogiochi Hideo Kojima aveva richiesto a Sakurai l'inclusione di Solid Snake, mentre Yūji Naka del Sonic Team aveva richiesto l'introduzione di Sonic the Hedgehog, ma nessuno dei due personaggi è stato aggiunto poiché il gioco era in una fase avanzata dello sviluppo. Ulteriori tempi di sviluppo successivi hanno permesso l'introduzione di tutti e tre i personaggi in Brawl. Marth e Roy dovevano essere inizialmente esclusivi della versione giapponese di Super Smash Bros. Melee a causa dell'assenza del franchise di Fire Emblem in Occidente all'epoca; tuttavia, hanno ricevuto un'attenzione favorevole durante la localizzazione del gioco in Nord America, portando gli sviluppatori alla decisione di includerli nella versione occidentale.
Sakurai ha dichiarato che il team di sviluppo aveva suggerito personaggi di altri quattro giochi per rappresentare l'era Famicom/NES, ma gli sviluppatori alla fine hanno scelto gli Ice Climbers per ricoprire questo ruolo. Inoltre, Ayumi Tachibana di Famicom Detective Club era considerato un personaggio giocabile, ma alla fine è stato relegato a un ruolo cameo come trofeo. Sul sito web, gli sviluppatori hanno fatto notare di alcuni personaggi con mosse molto simili tra loro; tali personaggi sono stati definiti "cloni" dai media.
Nintendo ha presentato il gioco all'Electronic Entertainment Expo 2001 come dimostrazione giocabile. La successiva grande esposizione del gioco avvenne nell'agosto 2001 allo Space World, quando Nintendo mostrò una demo giocabile aggiornata rispetto alla precedente mostrata all'E3. Nintendo ha organizzato un torneo di giochi per i fan con in palio per il vincitore un GameCube e una copia di Super Smash Bros. Melee. Prima dell'uscita del gioco, il sito web ufficiale giapponese condivideva aggiornamenti settimanali, tra cui screenshot e profili dei personaggi. Nintendo ha portato avanti questa tendenza con Super Smash Bros. Brawl, in cui c'erano aggiornamenti quotidiani da parte dello sviluppatore del gioco, Masahiro Sakurai. La rivista giapponese di giochi Famitsū ha riferito che Nintendo pubblicizzava il gioco tra una proiezione e l'altra di Pokémon 4Ever nelle sale cinematografiche del Giappone. Nel gennaio 2003, Melee è stato ripubblicato come parte del programma Player's Choice, un'etichetta commerciale utilizzata da Nintendo per promuovere quei videogiochi che avevano venduto più di un milione di copie. Nell'agosto 2005, Nintendo ha venduto il gioco in bundle con il GameCube per 99,99 $.

### Colonna sonora
Super Smash Bros. Melee presenta sia musica nuova che riarrangiata di molti dei popolari franchise videoludici di Nintendo. Nel 2002, Enterbrain ha pubblicato una colonna sonora in Giappone intitolata Dairantou Smash Brothers DX Orchestra Concert. La stessa colonna sonora è stata pubblicata nel 2003 come Smashing... Live! come bonus per l'abbonamento alla rivista Nintendo Power in Nord America e anche come regalo gratuito in un numero della rivista britannica Official Nintendo Magazine. La colonna sonora non include musica presa direttamente dal gioco, ma presenta molti arrangiamenti orchestrali eseguiti dal vivo dalla New Japan Philharmonic. Il gioco contiene una serie di tracce sbloccabili che possono essere ottenute dopo aver raggiunto determinati risultati nel gioco. Sul sito web ufficiale, gli sviluppatori hanno pubblicato discussioni sulla musica del gioco e sul doppiaggio tra Masahiro Sakurai e i compositori del gioco.
Shogo Sakai divenne il compositore del gioco prendendo il posto di Hirokazu Ando il 14 febbraio 2001.

## Accoglienza

### Vendite
Al debutto in Giappone, divenne il gioco per GameCube più venduto con 358 525 copie vendute nella settimana terminata il 25 novembre 2001.

## Eredità
La presenza di Marth e Roy nel roster di Melee ha portato ad una maggiore consapevolezza della serie di Fire Emblem al di fuori del Giappone. Ciò, combinato con l'accoglienza positiva e le vendite di Advance Wars, ha portato alla localizzazione del successivo titolo di Fire Emblem. Il gioco, chiamato semplicemente Fire Emblem nei mercati occidentali, è un prequel di Fire Emblem: Fūin no Tsurugi, il gioco da cui ha origine Roy. Tutti i futuri titoli di Fire Emblem fino ad oggi, ad eccezione di Fire Emblem: Shin Monshō no Nazo: Hikari to Kage no Eiyū, hanno visto una distribuzione all'estero.

### Scena competitiva

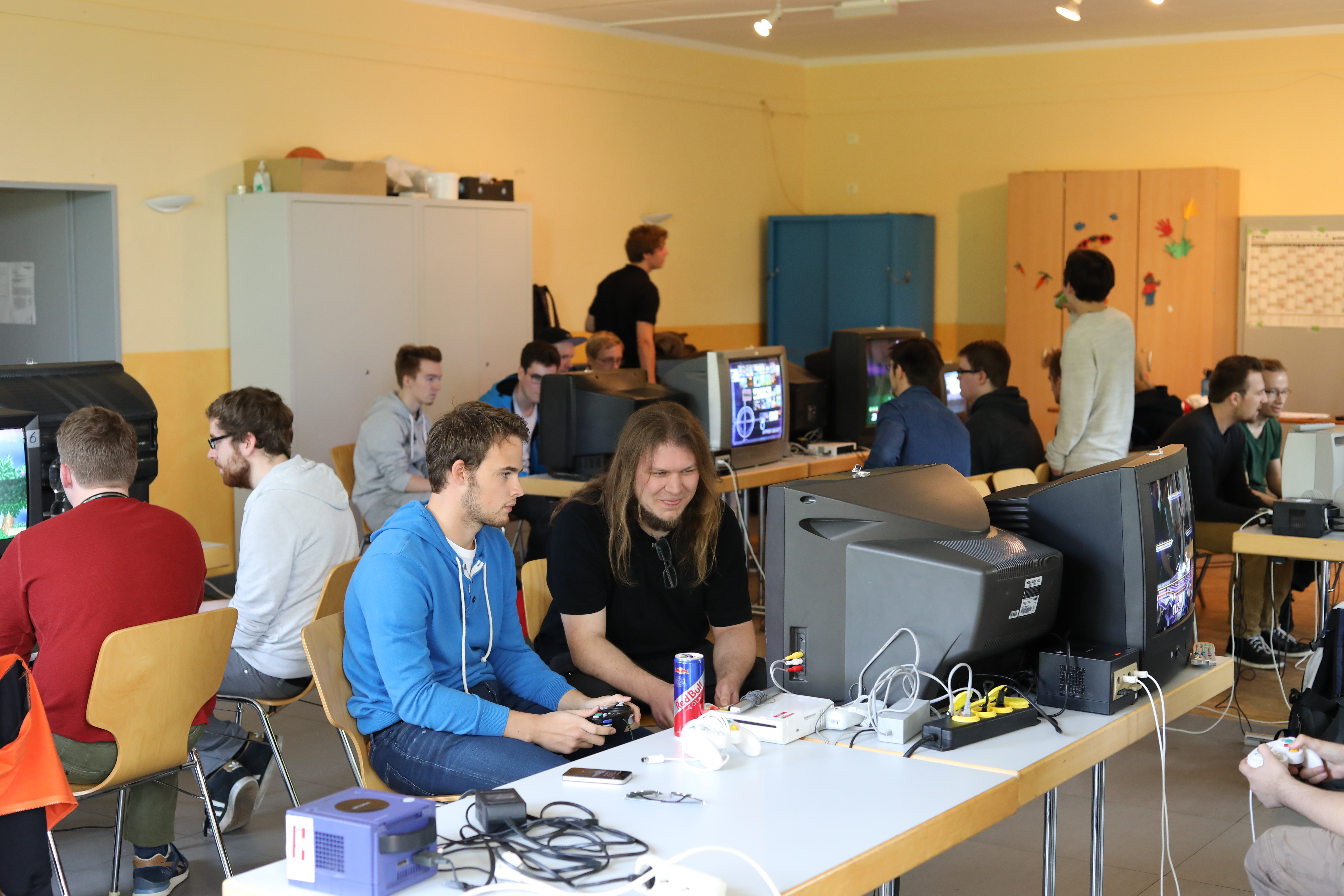
Giocatori all'Awakening, un torneo del 2016

Super Smash Bros. Melee è un videogioco con una folta scena competitiva ed è stato presente in numerosi tornei di alto profilo. Molti lo considerano il gioco più competitivo della serie. La versione NTSC di Melee è stata distribuita per la prima volta su GameCube nel 2001 in Giappone e successivamente in Nord America. Nintendo ha organizzato il primo torneo Melee in assoluto chiamato Premium Fight molto probabilmente dal 25 al 27 agosto 2001.
La popolarità dei tornei aumentò e in ogni regione degli Stati Uniti e del Giappone emersero giocatori dall'alto livello competitivo. Le organizzazioni di gioco professionali iniziarono a prestare maggiore attenzione a Melee e iniziarono a sponsorizzare i giocatori a livello professionale. Diversi giocatori professionisti di Melee tra cui Christopher "KillaOR" McKenzie, Isai Alvarado e Ken sono stati visti nell'episodio del 2005 I'm a Professional Gamer di True Life, una serie reality di MTV. I tornei diventarono più grandi, televisivi e professionali. Si osservò anche un aumento del numero di spettatori e concorrenti, nonché dei montepremi. Dal 2004 al 2007, la Major League Gaming ha sponsorizzato Melee sul suo Pro Circuit. Ken Hoang, anche noto come "The King of Smash", è stato considerato il miglior giocatore del gioco dal 2003 al 2006 e ha vinto oltre 50000 $ dai tornei di Smash.